# اسکات راسموسن
اسکات راسموسن (انگلیسی: Scott Rasmussen؛ زادهٔ ۳۰ مارس ۱۹۵۶) سیاستمدار اهل ایالات متحده آمریکا است، که در سال ۱۹۷۸ تلویزیون ای‌اس‌پی‌ان را تأسیس کرد.